# نظام تیکویی

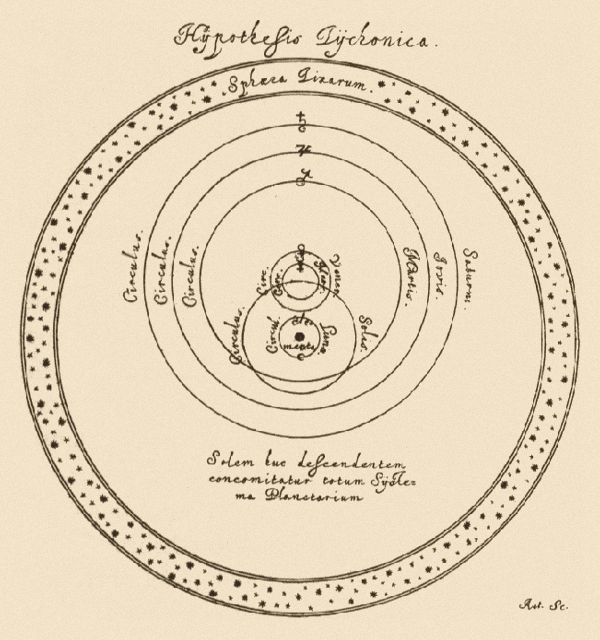
طرحی از نظام براهه‌ای

نظام تیکویی (انگلیسی: Tychonic system) مدلی از منظومه شمسی است که تیکو براهه آن را در قرن شانزدهم ارائه کرد. 
تیکو براهه (۱۵۴۶–۱۶۰۱ م.) با تکیه بر مشاهدات ۳۵ ساله‌اش از حرکت مریخ، در ۱۵۸۸ نظامی از جهان هستی ارائه کرد تا «مزیت‌های فیزیکی مدل بطلمیوسی را با مزیت‌های ریاضیاتی مدل کوپرنیکی» ترکیب کند. در نظام براهه‌ای زمین در مرکز جهان قرار دارد و ماه و خورشید در دایره‌هایی به دور آن می‌گردند، ولی مدار دیگر سیارات (عطارد، زهره، مریخ، مشتری، و زحل) دایره‌هایی است به دور خورشید.